# Black Hebrews

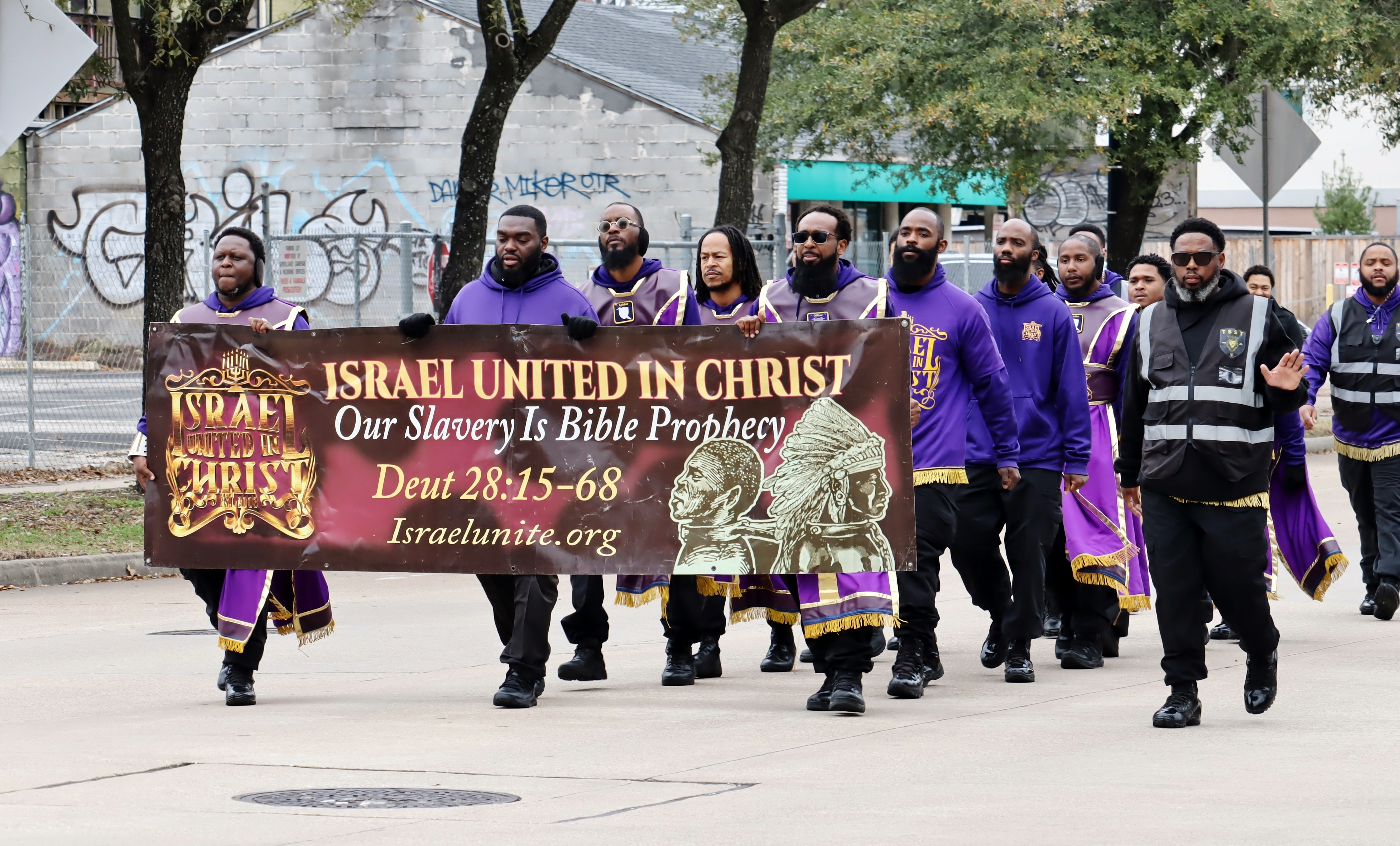
Black Hebrews pochodují na počest Martina Luthera Kinga

Black Hebrews (také černí hebrejští Izraelité, hebrejští Izraelité, černí Hebrejci, černí Izraelité nebo afričtí hebrejští Izraelité) jsou náboženským hnutím, které tvrdí, že Afroameričané jsou potomky starověkých Izraelitů. Vytvořili si svůj vlastní výklad Bible a začleňují do něj praktiky křesťanství i judaismu, někdy i Svobodného zednářství a Nového myšlení. Jsou nehomogenním náboženským hnutím s řadou skupin, které mají různé víry a praktiky.
Black Hebrews nejsou spojeni s hlavní židovskou komunitou a nesplňují kritéria, která židovská komunita používá k identifikaci lidí jako Židů. Jsou také mimo hlavní proud křesťanství.
V roce 2017 Southern Poverty Law Center (SPLC - volně přeloženo Právní centrum pro chudé amerického Jihu) zařadilo Black Hebrews mezi znepokojivé černošské nacionalistické skupiny. Popsalo je jako nenávistné skupiny, které podporují rasovou segregaci, popírání holokaustu, homofobii a propagují rasovou válku. V roce 2019 pak toto centrum identifikovalo celkem 144 organizací Black Hebrews jako černé separatistické nenávistné skupiny kvůli jejich antisemitskému a protibělošskému přesvědčení.

## Historie Black Hebrews

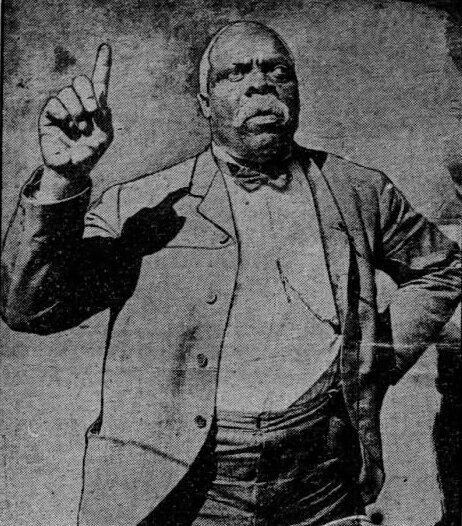
William Saunders Crowdy

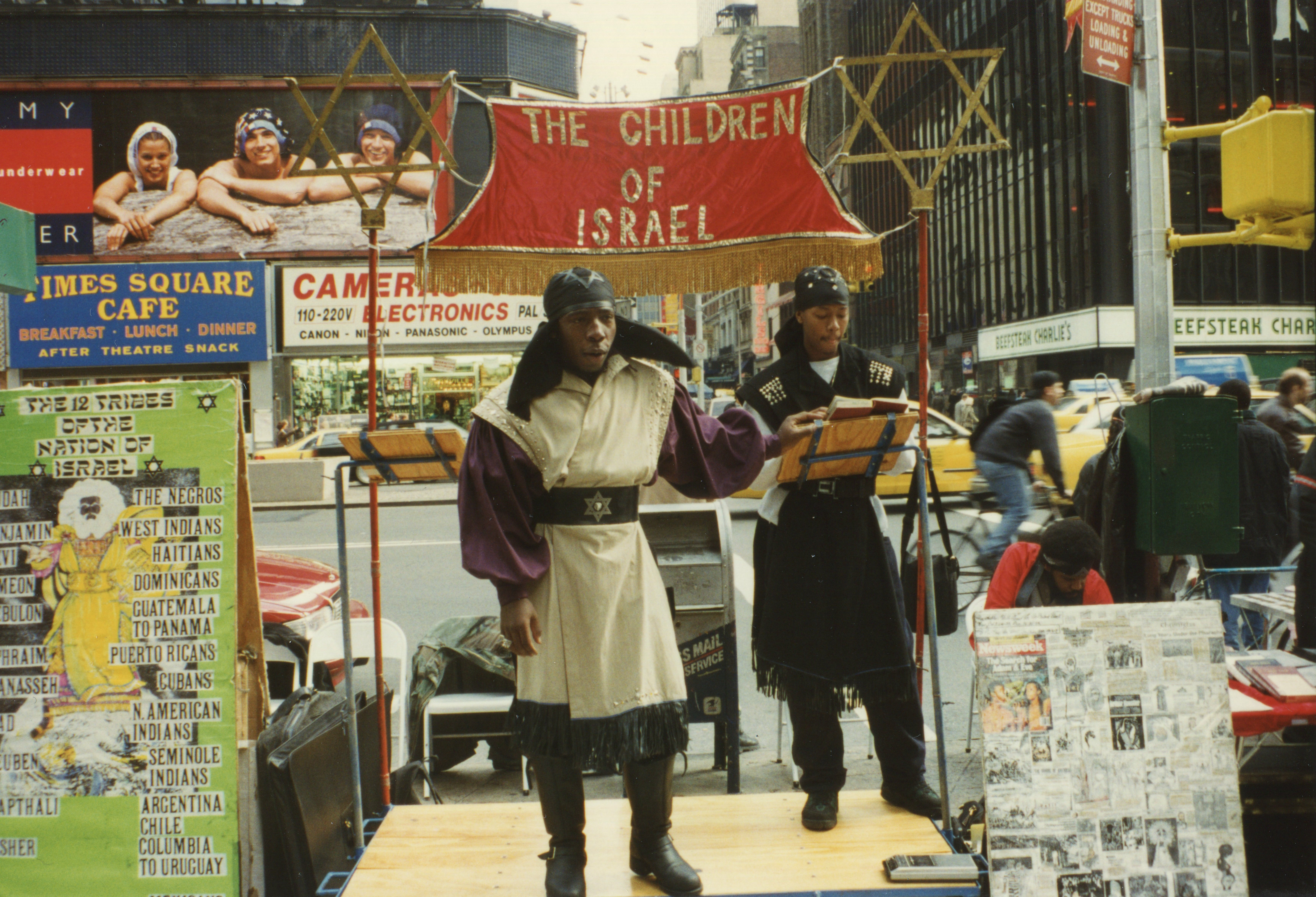
Black Hebrew provozující svá kázání v New Yorku (1995)

- Hnutí Black Hebrews projevující se identifikací Afroameričanů s Izraelity bylo reakcí na otroctví ve Spojených státech a s tím spojenou diskriminaci černošského obyvatelstva. Pro Afroameričany bylo přijetí židovské historie součástí jejich vzpoury proti rasismu. Tímto způsobem se černí Hebrejci snažili znovu najít své kořeny.
- Hnutí Black Hebrews vzniklo ve Spojených státech na konci 19. století, kdy Frank Cherry a William Saunders Crowdy měli vidění, že Afroameričané jsou potomky Hebrejců popisovaných v Bibli.

- V roce 1886 Frank Cherry založil Církev živého Boha, pilíř pravdy pro všechny národy.[3][4][5][6] Stalo se tak v Tennessee a později se církev přestěhovala do Filadelfie v Pensylvánii. V roce 1963 po smrti Franka Cherryho převzal vedení hnutí jeho syn princ Benjamin F. Cherry.
- V roce 1896 William Saunders Crowdy založil Církev Boží a Svatí Krista. Stalo se tak v Kansasu. Jeho církev si uchovala prvky mesiášského spojení s Ježíšem.
- Další klíčovou postavou hnutí Black Hebrews byl William Christian, jehož hnutí bylo silně ovlivněno zednářskými tradicemi.[7][8]
- V roce 1930 Wentworth Arthur Matthew (emigrant ze Svatého Kryštofa a Nevis) založil v Harlemu v New Yorku další černošskou hebrejskou kongregaci, kterou nazval Strážci přikázání živého Boha. Později ji přestěhoval do Brooklynu a založil zde Izraelský rabínský seminář, kde byli vzděláváni černí hebrejští rabíni.
- Některé sekty hnutí Black Hebrews používají k propagaci své ideologie pouliční kázání. Duchovní na chodníku mohou používat provokace, aby prosadili poselství, které je často antisemitské, rasistické a xenofobní.
- Mezi nejdůležitější sekty Black Hebrews patří Církev živého Boha, Církev Boží a Svatí Krista, Strážci přikázání živého Boha, Afričtí hebrejští Izraelité z Jeruzaléma, Izraelská škola univerzálního praktického poznání a Národ Jahveho.

## Skupiny Black Hebrews

### Církev živého Boha
V roce 1886 založil Frank Cherry v Chattanoogu v Tennessee nejstarší známou černošskou hebrejskou organizací - Církev živého Boha, pilíř pravdy pro všechny národy. Později se přestěhovali do Filadelfie. Teologicky tato církev mísila prvky judaismu a křesťanství, přičemž za základní písma považovala Bibli (včetně Nového zákona) a Talmud.
Frank Cherry pocházel z jihu. Pracoval jako námořník a u železnice. Sám se naučil hebrejsky a jidiš. Rituály jeho církve zahrnovaly mnoho židovských praktik a zákazů spolu s některými křesťanskými tradicemi. Například během modliteb nosili muži čepice, věřící byli otočeni čelem k východu a nesměli jíst vepřové maso. Modlitby byly doprovázeny hudebními nástroji a gospelovým zpěvem.
Frank Cherry zemřel v roce 1963 ve svých 95 letech. Členové jeho církve věřili, že dočasně odešel a brzy se znovu objeví, aby vedl církev prostřednictvím svého syna. Jeho syn princ Benjamin F. Cherry se opravdu stal jeho nástupcem.

### Církev Boží a Svatí Krista

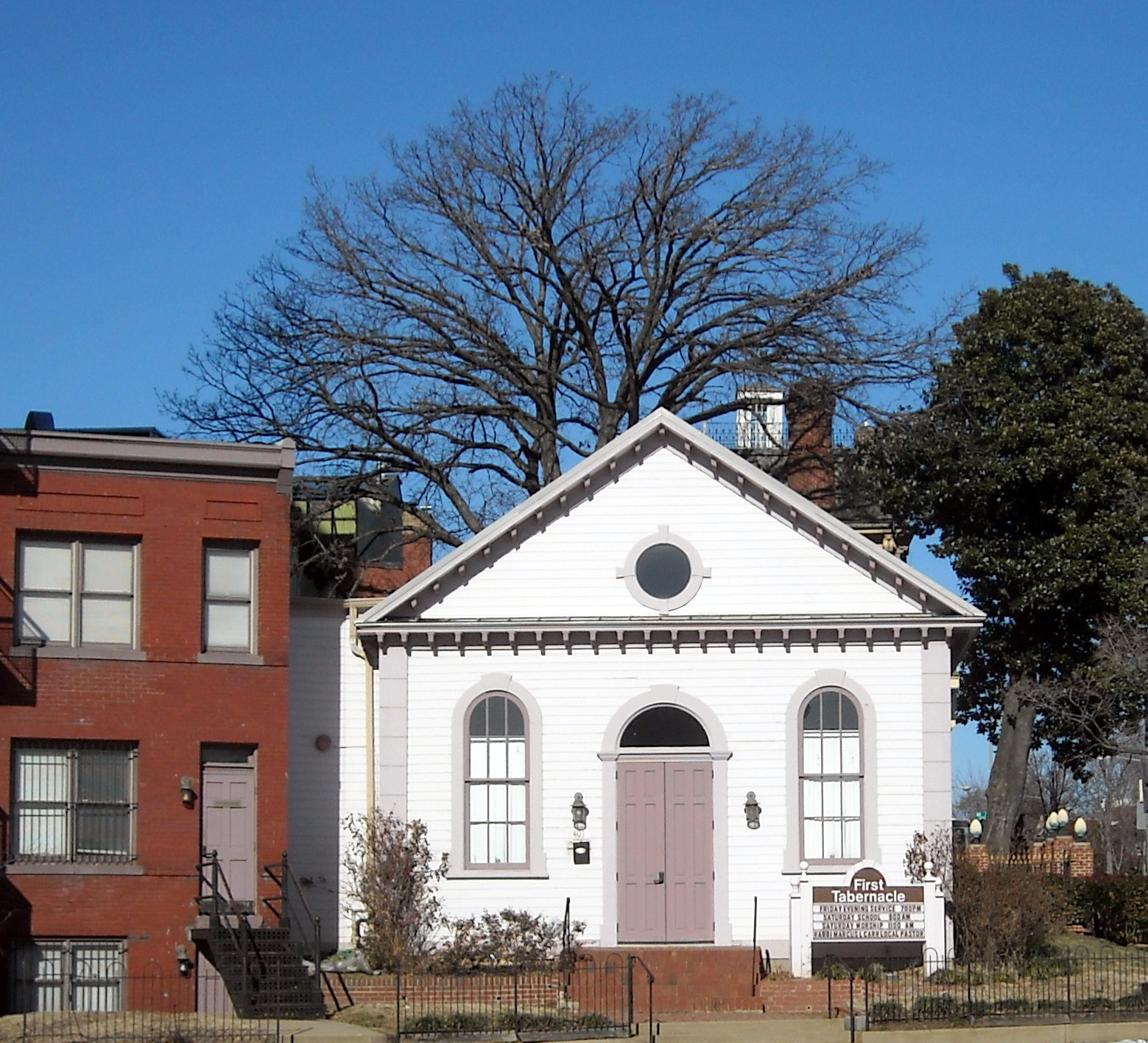
Bývalé sídlo Církve Boží a Svatých Krista ve Washingtonu, DC

V roce 1896 založil William Saunders Crowdy v Lawrence v Kansasu Církev Boží a Svatí Krista. V roce 1899 se tato církev přestěhovala do Filadelfie a v roce 1903 do Washingtonu, D.C. Po Crowdyho smrti v roce 1908 církev pokračovala v růstu pod vedením Williama Henryho Plummera, který v roce 1921 přestěhoval ústředí organizace do jejího stálého místa v Belleville ve Virginii. Od roku 2001 až do své smrti v roce 2016 vedl církev rabín Jehu A. Crowdy Jr., který byl pravnukem W. S. Crowdyho. Od roku 2016 ji vede Phillip E. McNeil. V roce 2005 měla tato církev 50 sborů ve Spojených státech a desítky dalších v Africe.
Církev Boží a Svatí Krista se považuje za nejstarší afroamerickou kongregaci ve Spojených státech, která se drží principů judaismu. Tvrdí, že všichni Židé byli původně černí a že Afroameričané jsou potomky ztracených kmenů Izraele. Členové věří, že Ježíš nebyl ani Bůh, ani syn Boží, ale spíše přívrženec judaismu a prorok. Za proroka považují také svého zakladatele Williama Saunderse Crowdyho.
Církev Boží a svatí Krista slučují rituály judaismu i křesťanství. Přijali obřady převzaté ze Starého i Nového zákona. Jejich starozákonní obřady zahrnují používání židovského kalendáře, oslavu pesachu, obřízku malých chlapců, připomínání sobotního šabatu a nošení jarmulek. Jejich novozákonní obřady zahrnují křest a umývání nohou.

### Strážci přikázání

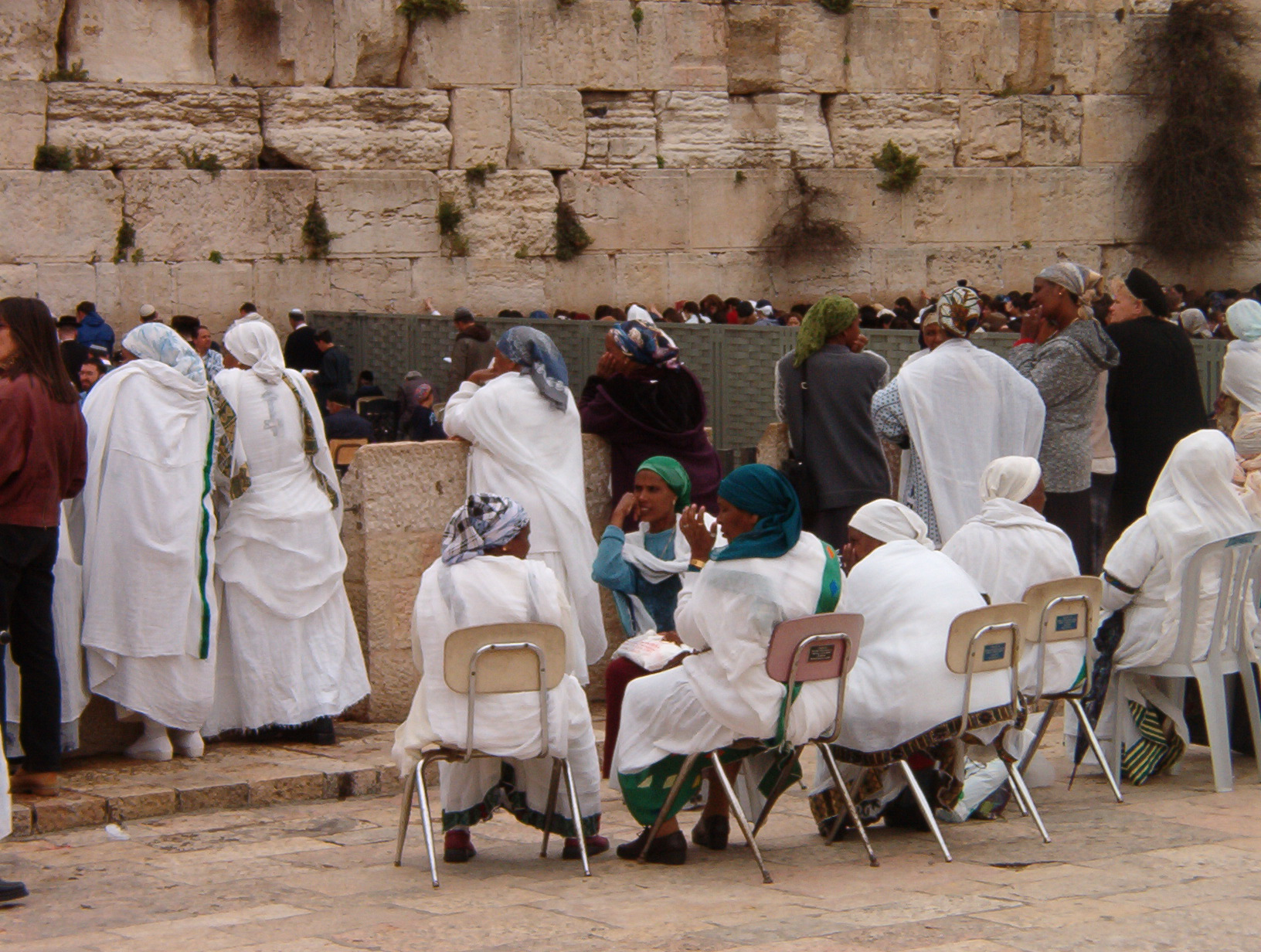
Falášské etiopské ženy u zdi nářků v Jeruzalémě

V roce 1919 založil Wentworth Arthur Matthew v Harlemu církev Strážců přikázání živého boha. Matthew byl ovlivněn nečernými Židy, se kterými se setkal v organizacích Universal Negro Improvement Association a African Communities League. Vycházel z učení Marcuse Garveye, který považoval biblické Židy v exilu za metaforu pro černochy v Severní Americe. Marcus Garvey se ztotožnil zejména s etiopskými Židy - Beta Israel (Falášové - přistěhovalci). Jedním z úspěchů tohoto hnutí bylo posílení spojení mezi černými Američany a Afričany.
Strážci přikázání věří, že jsou potomky Šalomouna a královny ze Sáby. Matthew učil, že černý člověk je Žid a všichni skuteční Židé jsou černí muži. Založil Etiopskou hebrejskou rabínskou školu (později Izraelská rabínská akademie) v Brooklynu. Vysvětil více než 20 rabínů, kteří pokračovali ve vedení sborů po celých Spojených státech a Karibiku. Matthew zemřel v roce 1973. V roce 1975 zvolilo představenstvo synagogy rabína Willieho Whitea za jejího vedoucího. Počet členů v průběhu 90. let klesal a v roce 2004 patřilo k synagoze jen několik desítek lidí. Od roku 2000 absolvovalo Izraelskou rabínskou akademii pouze sedm rabínů. Kromě harlemské skupiny je v oblasti New Yorku osm nebo deset sborů Strážců přikázání a další existují po celé Severní Americe a také v Izraeli.
Dnes se Strážci přikázání řídí tradičními židovskými zvyky a dodržují židovské svátky. Členové dodržují kašrut, obřezávají novorozené chlapce a slaví Bar a Bat micva. Jejich synagoga má mechitzu, která odděluje muže a ženy během bohoslužby.

### Afričtí hebrejští Izraelité z Jeruzaléma

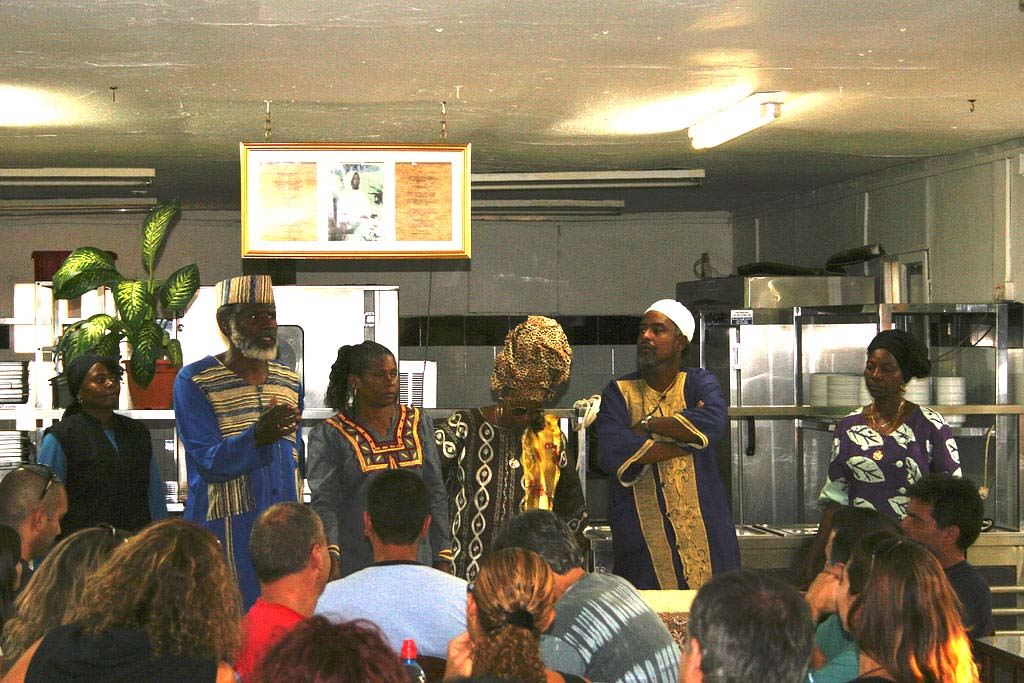
Black Hebrews na kázání v Dimoně

V roce 1966 založil Ben Ammi Ben-Israel v Chicagu ve státě Illinois církev Africké hebrejské Izraelity z Jeruzaléma. Bylo to v době vzestupu černošského nacionalismu a v rámci hnutí za občanská práva. V roce 1969 se Ben Ammi a asi 30 hebrejských Izraelitů přestěhovali do Izraele. Během následujících 20 let odešlo ze Spojených států do Izraele dalších téměř 600 členů. V roce 2006 žilo asi 2 500 černých hebrejských Izraelitů v Dimoně a městech Arad a Micpe Ramon v Negevské oblasti Izraele. Kromě toho existují africké hebrejsko-izraelské komunity v několika velkých amerických městech, včetně Chicaga, St. Louis a Washingtonu.
Afričtí Hebrejci věří, že jsou potomky členů kmene Juda, kteří byli vyhnáni ze Země izraelské poté, co Římané zničili Druhý chrám v roce 70 n. l. Skupina začleňuje prvky afroamerické kultury do svého výkladu Bible a neznává židovský Talmud. Afričtí Hebrejci dodržují šabat a biblicky ustanovené židovské svátky, jako je jom kipur a pesach. Muži nosí cicit na svých košilích s africkým potiskem, ženy dodržují niddah (biblické zákony týkající se menstruace) a novorození chlapci jsou obřezáni. V souladu s jejich výkladem Bible dodržují černí Hebrejci striktně veganskou stravu a nosí pouze přírodní látky. Muži mohou mít více než jednu manželku a antikoncepce není povolena.
Afričtí Hebrejci jsou v Izraeli známí svými gospelovými sbory, stejně jako restauracemi v několika městech. V roce 2003 je navštívila zpěvačka Whitney Houston. V roce 2006 byl africký Hebrejec Eddie Butler vybrán televizními diváky, aby reprezentoval Izrael v soutěži Eurovision Song Contest.

### Izraelská škola univerzálního praktického poznání
Izraelská škola univerzálního praktického poznání nebo také One West Camp (podle 125 ulice v Harlemu v New Yorku) je mesiášská podskupina afrických hebrejských Izraelitů, kteří věří ve Starý zákon i Nový zákon. Identifikují se s dvanácti kmeny Izraele a s etnickými komunitami černošského, latinskoamerického a indiánského původu v Americe.  
Hnutí se od svého vzniku dále rozštěpilo do mnoha táborů - například Izraelské církve Boží v Ježíši Kristu, Shromáždění Kristovy církve, Izrael sjednocený v Kristu nebo Masharah Yasharahla.